# Plat d'argent au sacrifice d'Abraham
 (novembre 2022).
Le plat d'argent au Sacrifice d'Abraham est une œuvre en argent appartenant  vraisemblablement à l'époque paléochrétienne. Cependant, plusieurs études et chercheurs affirment que cet objet aurait subi des modifications au cours du XXe siècle. 

## Histoire
Le plat d'argent au Sacrifice d'Abraham est une œuvre datant du VIe siècle après J-C. Réalisé en argent martelé, repoussé et gravé, cet objet a été réalisé probablement dans un atelier de métal de l'empire byzantin. Elle présente, en son centre, la scène du Sacrifice d'Abraham. 
Plusieurs hypothèses avancent l'idée selon laquelle cet objet serait, en vérité, une falsification d'une plaque plus ancienne du Ve siècle. La facture ainsi que l'iconographie ne correspondraient pas aux critères de réalisations de l'époque paléochrétienne. Des analyses, notamment au niveau de l'alliage du métal, ont été pratiquées mais ne permettent pas de confirmer cette hypothèse de falsification. L'historienne de l'art Marielle Martiani-Reber, dans son article, affirme que cet plat d'argent relèverait d'une création hybride, une partie datant de l'époque paléochrétienne, l'autre d'une phase de création datant du XXe siècle. 

## Description
Du point de vue de son aspect, le plat d'argent au Sacrifice d'Abraham possède une organisation visuelle assez simple. Fait en argent martelé, repoussé et gravé, il présente en son centre une scène iconographique extraite de l'Ancien Testament : le Sacrifice d'Abraham. Au centre, Abraham tient dans sa main droite le couteau destiné à sacrifier son fils, Isaac. De la main gauche, il tient ce dernier, installé sur un autel. L'intervention divine est représentée par la main de Dieu descendant du ciel, et par la brebis, qui remplacera Isaac sur l'autel, qui tire l'habit d'Abraham et qui est attaché à un arbre. De composition très simple, cette scène fait écho aux très nombreuses représentations de cet épisode à l'époque paléochrétienne. Elle était généralement utilisée dans le cadre de la doctrine typologique, pour préfigurer le sacrifice du Christ sur La Croix. 
Du point de vue de sa fonction, il s'agit probablement d'un objet à usage liturgique. Plus précisément, il pourrait s'agir d'une patène, un récipient destiné à recevoir le pain, symbole du corps du Christ, lors de la cérémonie du renouvellement du sacrifice eucharistique. Ainsi, l'iconographie du sacrifice d'Abraham et sa symbolique ferait écho directement au Christ sur La Croix : fonction et iconographie se complèteraient.